# Suma de Riemann

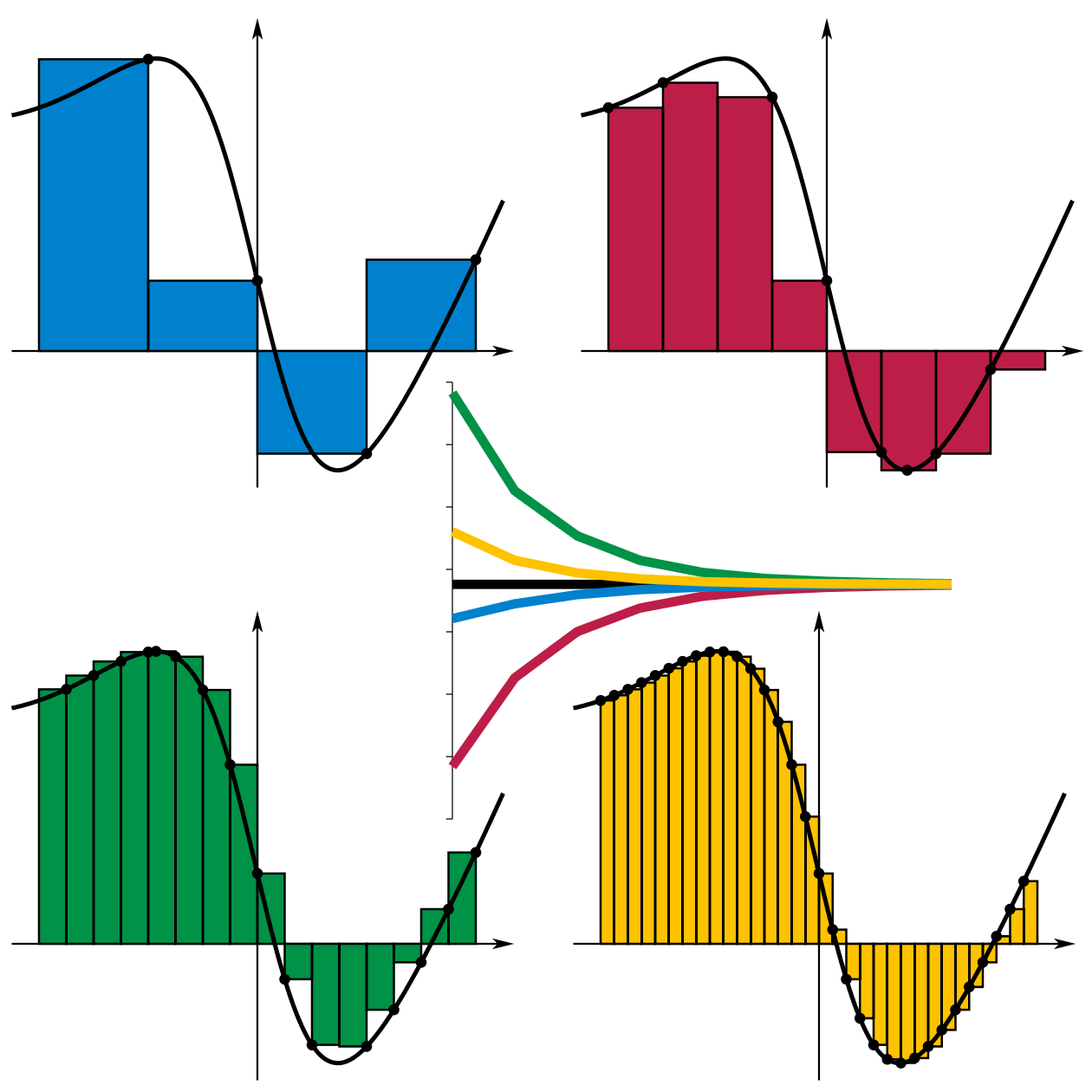
Cuatro de los métodos de suma de Riemann para aproximar el área bajo las curvas

En matemáticas, la  Suma de Riemann es un tipo de aproximación del valor de una integral mediante una suma finita. Se llama así en honor al matemático alemán del siglo XIX, Bernhard Riemann.
La suma se calcula dividiendo la región en formas (rectángulos, trapezoides, cuadrados, triángulo, parábolas o cúbicas) que juntas forman una región que es similar a la región que se está midiendo, luego calculando el área para cada una de estas formas y, finalmente, agregando todas estas pequeñas áreas juntas. Este enfoque se puede usar para encontrar una aproximación numérica para una integral definida incluso si el teorema fundamental del cálculo no facilita encontrar una solución de forma cerrada.
Debido a que la región rellenada por las formas pequeñas generalmente no es exactamente la misma forma que la región que se está midiendo, la suma de Riemann será diferente del área que se está midiendo. Este error se puede reducir al dividir la región más finamente, utilizando formas cada vez más pequeñas. A medida que las formas se hacen cada vez más pequeñas, la suma se acerca a la integral de Riemann.

## Definición
Consideremos lo siguiente:
Sea {\displaystyle f:[a,b]\rightarrow \mathbb {R} } una función el intervalo compacto {\displaystyle [a,b]}. Para cada partición {\displaystyle P=x_{0},x_{1},x_{2},...,x_{n}} de {\displaystyle [a,b]} llamaremos familia de puntos intermedios (asociada a {\displaystyle P}) a cualquiera de los conjuntos {\displaystyle T=\{t_{1},t_{2},...,t_{n}\}} formado por puntos {\displaystyle t_{i}}{\displaystyle \in }{\displaystyle [x_{i-1},x_{i}]}, para {\displaystyle i=1,2,...,n}.
Se llama Suma de Riemann de {\displaystyle f}, relativa a la partición {\displaystyle P} y a la correspondiente familia de puntos {\displaystyle T}, al número
{\displaystyle \sigma (P,T)=\sum _{i=1}^{n}f(t_{i})\Delta x_{i}} donde {\displaystyle \Delta x_{i}=x_{i}-x_{i-1}}.
Sea {\displaystyle P} una partición fija cualquiera de {\displaystyle [a,b]}. Si {\displaystyle T}
es una familia de puntos intermedios, arbitraria, correspondiente a la partición {\displaystyle P}, 
entonces las sumas inferiores {\displaystyle L(P)} y superiores {\displaystyle U(P)} y de Riemann {\displaystyle \sigma (P,T)} son tales que:
1. {\displaystyle L(P)}≤ {\displaystyle \sigma (P,T)}≤ {\displaystyle U(P)} , {\displaystyle \forall T\in \mathbb {A} }
2. {\displaystyle L(P)=inf\{\sigma (P,T):T\in \mathbb {A} \}}
3. {\displaystyle U(P)=sup\ \{\sigma (P,T):T\in \mathbb {A} \}} donde {\displaystyle \mathrm {\mathbb {A} } }es el conjunto de las

familias de puntos intermedios correspondientes a la partición dada (fija) {\displaystyle P}.

## Algunos tipos específicos de sumas de Riemann
- Si {\displaystyle t_{i}} = {\displaystyle x_{i-1}} para todo i, entonces denominamos S como la suma de Riemann por la izquierda.
- Si {\displaystyle t_{i}}= {\displaystyle x_{i}}, entonces denominamos S como la suma de Riemann por la derecha.
- Si {\displaystyle t_{i}=(x_{i}+x_{i-1})/2} para todo i, entonces S se llama la regla del punto medio o la suma de Riemann media.
- Si {\displaystyle f(t_{i})=\sup f([x_{i-1},x_{i}])}(Es decir, el supremo de f sobre {\displaystyle [x_{i-1},x_{i}]}, entonces S se define como una suma de Riemann superior o una suma de Darboux superior.
- SI {\displaystyle f(t_{i})=\inf f([x_{i-1},x_{i}])}(Es decir, el ínfimo de f sobre {\displaystyle [x_{i-1},x_{i}]}, entonces S se define como una suma de Riemann inferior o una suma de Darboux inferior.

Todos estos métodos se encuentran entre las formas más básicas para lograr la integración numérica. En términos generales, una función es integrable por Riemann si todas las sumas de Riemann convergen a medida que la partición «se hace más y más fina».
Si bien técnicamente no es una suma de Riemann, el promedio de las sumas de Riemann de izquierda y derecha es la suma trapezoidal y es una de las formas más simples y muy generales de aproximar integrales usando promedios ponderados. A esto le sigue en complejidad la regla de Simpson y las fórmulas de Newton-Cotes.
Cualquier suma de Riemann en una partición dada (es decir, para cualquier elección de {\displaystyle t_{i}}entre {\displaystyle x_{i-1}}y {\displaystyle x_{i}}). está contenido entre las sumas Darboux inferior y superior. Esto forma la base de la integral de Darboux, que en última instancia es equivalente a la integral de Riemann.

## Métodos
Los cuatro métodos de la suma de Riemann generalmente se abordan mejor con particiones del mismo tamaño. Por lo tanto, el intervalo {\displaystyle [a,b]} se divide en n subintervalos, cada uno de longitud {\displaystyle \Delta x={\frac {b-a}{n}}}. Los puntos en la partición serán entonces

Suma Riemann izquierda de sobre [0,2] usando 4 subdivisiones

{\displaystyle a,a+\Delta x,a+2\,\Delta x,\ldots ,a+(n-2)\,\Delta x,a+(n-1)\,\Delta x,b}.

### Suma de Riemann por la izquierda
Para la suma de Riemann izquierda, la aproximación de la función por su valor en el punto del extremo izquierdo proporciona múltiples rectángulos con base {\displaystyle \Delta x} y altura {\displaystyle f(a+i\Delta x)}. Haciendo esto para {\displaystyle i=0,1,2,...,n-1} y sumando las áreas
{\displaystyle \Delta x\left[f(a)+f(a+\Delta x)+f(a+2\,\Delta x)+\cdots +f(b-\Delta x)\right]}.
La suma de Riemann de la izquierda equivale a una sobreestimación si {\displaystyle f} disminuye monótonamente en este intervalo, y una subestimación si aumenta monótonamente.

### Suma de Riemann por la derecha

Derecha Riemann suma de sobre [0,2] usando 4 subdivisiones

{\displaystyle f} se aproxima aquí por el valor en el punto final derecho. Esto da múltiples rectángulos con base {\displaystyle \Delta x} y altura {\displaystyle f(a+i\Delta x)}. Haciendo esto para {\displaystyle i=1,2,...,n} y sumando las áreas resultantes se produce
{\displaystyle \Delta x\left[f(a+\Delta x)+f(a+2\,\Delta x)+\cdots +f(b)\right]}.
La suma correcta de Riemann equivale a una subestimación si {\displaystyle f} disminuye monótonamente, y una sobreestimación si aumenta monótonamente. El error de esta fórmula será
{\displaystyle \left\vert \int _{a}^{b}f(x)\,dx-A_{\mathrm {right} }\right\vert \leq {\frac {M_{1}(b-a)^{2}}{2n}}}
donde {\displaystyle M_{1}}es el valor máximo del valor absoluto de {\displaystyle f'(x)}.

### La regla del punto medio

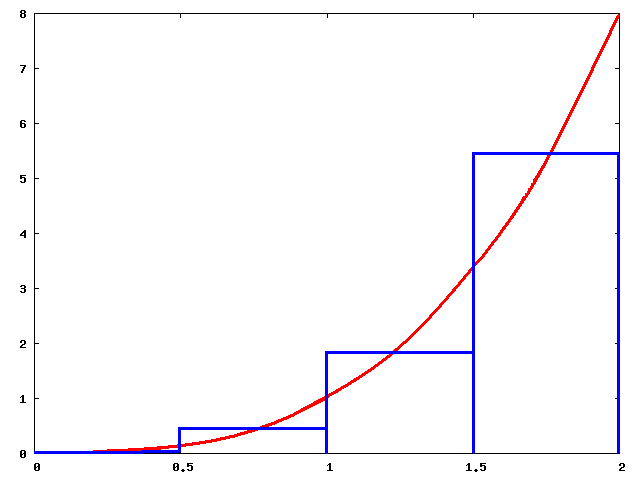
La suma de Riemann del punto medio de sobre [0,2] usando 4 subdivisiones

La aproximación de {\displaystyle f} en el punto medio de los intervalos da {\displaystyle f(a+\Delta x/2)} para el primer intervalo, para el siguiente {\displaystyle f(a+3\Delta x/2)}, y así sucesivamente hasta {\displaystyle f(b-\Delta x/2)}. Resumiendo las áreas, resulta:
{\displaystyle \Delta x\left[f(a+{\tfrac {\Delta x}{2}})+f(a+{\tfrac {3\,\Delta x}{2}})+\cdots +f(b-{\tfrac {\Delta x}{2}})\right]}.
El error de esta fórmula será
{\displaystyle \left\vert \int _{a}^{b}f(x)\,dx-A_{\mathrm {mid} }\right\vert \leq {\frac {M_{2}(b-a)^{3}}{24n^{2}}}}
donde {\displaystyle M_{2}} es el valor máximo del valor absoluto {\displaystyle f^{\prime \prime }(x)} en el intervalo.

### Suma trapezoidal

Suma trapezoidal de Riemann de sobre [0,2] usando 4 subdivisiones

En este caso, el valor de la función f en un intervalo se aproxima por el promedio de los valores de los extremos a izquierda y derecha. De la manera ya descrita, un simple cálculo usando la fórmula del área
{\displaystyle A={\tfrac {1}{2}}h(b_{1}+b_{2})}
para un trapecio con lados paralelos b1, b2 y altura h se produce
{\displaystyle {\tfrac {1}{2}}Q\left[f(a)+2f(a+Q)+2f(a+2Q)+2f(a+3Q)+\cdots +f(b)\right]}.
El error de esta fórmula será
{\displaystyle \left\vert \int _{a}^{b}f(x)\,dx-A_{\mathrm {trap} }\right\vert \leq {\frac {M_{2}(b-a)^{3}}{12n^{2}}},}
donde {\displaystyle M_{2}} es el valor máximo del valor absoluto de {\displaystyle f^{\prime \prime }(x)}.
La aproximación obtenida con la suma trapezoidal para una función es igual al promedio de las sumas izquierda y derecha de Riemann.

## Relación con el cálculo integral
Para una suma unidimensional de Riemann sobre dominio {\displaystyle {\ [a,b]}}, a medida que el tamaño máximo de un elemento de partición se reduce a cero (es decir, el límite de la norma de la partición tiende a cero), algunas funciones harán que todas las sumas de Riemann converjan al mismo valor. Este valor límite, si existe, se define como la integral de Riemann definida de la función sobre el dominio:
{\displaystyle \int _{a}^{b}\!f(x)\,dx=\lim _{\|\Delta x\|\rightarrow 0}\sum _{i=1}^{n}f(x_{i}^{\star })\,\Delta x_{i}}.

Para un dominio de tamaño finito, si el tamaño máximo de un elemento de partición se reduce a cero, esto implica que el número de elementos de partición va al infinito. Para particiones finitas, las sumas de Riemann son siempre aproximaciones al valor límite y esta aproximación mejora a medida que la partición se vuelve más fina. Las siguientes animaciones ayudan a demostrar cómo aumentar el número de particiones (mientras se reduce el tamaño máximo del elemento de partición) se aproxima mejor al «área» debajo de la curva:

suma por la izquierda
suma intermedia
suma por la derecha

Como se supone que la función roja aquí es una función uniforme, las tres sumas de Riemann convergerán al mismo valor, ya que el número de particiones va al infinito.